# 1877
- Wikisource

| Calendário gregoriano                                                        | 1877 MDCCCLXXVII                     |
| Ab urbe condita                                                              | 2630                                 |
| Calendário arménio                                                           | 1326 – 1327                          |
| Calendário bahá'í                                                            | 33 – 34                              |
| Calendário budista                                                           | 2421                                 |
| Calendário chinês                                                            | 4573 – 4574 Início a 13 de fevereiro |
| Calendário copta                                                             | 1593 – 1594                          |
| Calendário etíope                                                            | 1869 – 1870                          |
| Calendários hindus - Vikram Samvat - Calendário nacional indiano - Cáli Iuga | 1932 – 1933 1798 – 1799 4977 – 4978  |
| Calendário Holoceno                                                          | 11877                                |
| Calendário islâmico                                                          | 1294 – 1295                          |
| Calendário judaico                                                           | 5637 – 5638                          |
| Calendário persa                                                             | 1255 – 1256 Início a 21 de março     |
| Calendário rúnico                                                            | 2127                                 |
| Calendário solar tailandês                                                   | 2420                                 |

1877 (MDCCCLXXVII, na numeração romana) foi um ano comum do século XIX do Calendário Gregoriano, da Era de Cristo, e a sua letra dominical foi G (52 semanas), teve início numa segunda-feira e terminou também numa segunda-feira.
| Ano completo                         |
| ------------------------------------ |
| Ano comum com início à segunda-feira |

## Eventos
- Descoberto o alossauro.

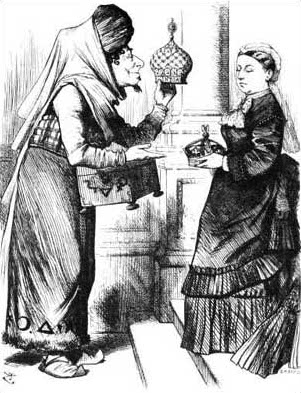
1 de Janeiro: A Rainha Vitória é proclamada Imperatriz da Índia.

- 1 de janeiro — Rainha Vitória do Reino Unido é proclamada Imperatriz da Índia.
- 16 de Janeiro - Utilização do torpedeiro pela primeira vez em batalha, pelo almirante russo Stepan Makarov, contra um couraçado turco na guerra Russo-Turca de 1877-78.
- Thomas Edison inventa o fonógrafo e faz a primeira gravação da história
- 4 de março - Rutherford B. Hayes toma posse como Presidente dos Estados Unidos.
- São descobertos os satélites naturais de Marte, Fobos e Deimos por Asaph Hall
- 6 de junho, Por deliberação do Câmara Municipal da Calheta é colocado um farol no Porto de Vila do Topo, que foi o primeiro da ilha de São Jorge.
- 7 de julho - Parte para Angola, a bordo do paquete Zaire, a primeira expedição geográfica portuguesa ao sertão africano, chefiada por Alexandre Alberto Rocha de Serpa Pinto e Hermenegildo Brito Capelo. Roberto Ivens iria juntar-se-lhes mais tarde em Luanda. [1]
- 28 de Julho - Instalado o Núcleo Colonial de São Caetano para receber imigrantes italianos, data da fundação do que é hoje o município de São Caetano do Sul - SP.
- 10 de Agosto - Sagração da igreja do Santuário do Sameiro, nos arredores da cidade portuguesa de Braga.
- Inicio do 2º reinado de Jigme Namgyal, Desi Druk do Reino do Butão, reinou até 1878.
- Fim do 1º reinado de Kitsep Dorji Namgyal, Desi Druk do Reino do Butão.
- Fome na ilha de São Jorge causada pelo mau ano agrícola de 1876, associado à grande densidade populacional de então.
- O povoado de Santo António, tinha 155 fogos e 762 habitantes.
- Estabelecimento da Fábrica de Tabacos Insulana em Ponta Delgada, ilha de São Miguel, Açores.
- Fundação do Império do Espírito Santo de São Pedro (Rua de Trás), São Pedro de Angra.
- 5 de Novembro - Emancipação política do município de Abaeté - MG

## Nascimentos
- 26 de janeiro - Kees van Dongen, pintor fauvista holandês. (m. 1968)
- 17 de fevereiro - André Maginot, político francês (m. 1932).
- 28 de fevereiro - Albino Jara, presidente do Paraguai (m. 1912).
- 10 de março - Pascual Ortiz Rubio, presidente do México de 1930 a 1932 (m. 1963).
- 18 de março - Edgar Cayce, médium norte-americano (m. 1945).
- 20 de maio - Maria Amélia Perdigão Sampaio, professora e política brasileira. (m. 1952).
- 1 de setembro - Francis William Aston, químico britânico (m. 1945).
- 25 de setembro - Plutarco Elías Calles, presidente do México de 1924 a 1928 (m. 1945).
- 9 de novembro - Enrico De Nicola, presidente de Itália de 1946 a 1948 (m. 1959).

## Mortes
- 11 de maio - Hugh Ware McKee, pastor e missionário presbiteriano estadunidense.
- 12 de maio - João Cristino da Silva, pintor português (n. 1829).
- 23 de maio - Joaquim Maria Pamplona Corte Real, foi um militar e político português.
- 12 de agosto - António José de Amorim, militar e político português (n. 1801).
- 3 de setembro - Adolphe Thiers, político francês (n. 1797).
- 5 de setembro - Cavalo Louco foi morto quando era prisioneiro, atravessado por uma baioneta de um dos guardas do Camp Robinson, depois de uma suposta tentativa de fuga.
- 13 de setembro Maria Ana da Baviera, princesa da Baviera (n. 1805).
- 8 de novembro - Amélia Augusta da Baviera, princesa da Baviera (n. 1801).
- 12 de dezembro - José de Alencar, escritor brasileiro.(n1829).
- 29 de dezembro - Angelica Singleton Van Buren, primeira-dama dos Estados Unidos (n. 1818).
- 31 de dezembro - Gustave Courbet, pintor francês do Realismo. (n. 1819).

## Por tema
- 1877 na arte
- 1877 no Brasil
- 1877 na ciência
- 1877 no desporto
- 1877 na literatura
- 1877 na música